# Бен Џонсон (књижевник)
Бен или Бенџамин Џонсон (енгл. Ben Jonson; око 11. јуна 1572 — 6. август 1637) био је енглески књижевник и глумац. Био је један од најпознатијих драматичара Шекспировог доба. Писао је комедије, поеме, трагедије са класичним мотивима и лирику. Аутор је чувене комедије Валпоне. или лисица, која се сматра једном од најбољих сатиричних комедија из времена ренесансне књижевности.
Џонсон је у комедијама реалистички приказивао људску природу, страсти и настраности човека. Његова најпознатија дела су: комедије Волпоне, или лисица, Људи и ћуди, Еписена, или ћутљива жена, Вартоломејски вашар, трагедије Сејан, Катилина, проза Грађа, или открића о људима и стварима.
Он је први, око 1600. године, употребио реч палиндром, реч која има одређено значење било да се чита унапред, било уназад.

## Биографија
Бен Џонсон је рођен у свештеничкој породици, али његов отац је умро пре него што се Бен родио. Похађао је школу у Вестминстеру код великог класичног научника Вилијама Кемдена и радио је у зидарској продавници свог очуха. Пошто се није задовољио тиме, отишао је у војску и служио у Фландрији и око 1592. се вратио назад у Енглеску. 1594. године се венчао са Аном Левис.
Око 1597. се придружио позоришној компанији филип Хенслов (Philip Henslowe) у Лондону као глумац и драмски писац. Убрзо је био затворен због учешћа у сатири Острво паса (The Isle of Dogs), усмерене против власти. Наредне године је убио колегу глумца Габријела Спенсера у дуелу. Поново је био приведен у затвор, али је сад и осуђен на вешала. У затвору је постао верник Римокатоличке цркве и на основу молбе свештеника, ослобођен је смртне казне. Пуштен је на слободу, али му је сва имовина била заплењена. Око деценију касније 1610. године, поново се вратио Англицизму.
Стенли Велс, аутор књиге Шекспир и дружина, Бена Џонсона сврстава у типичне представнике златне драматичарске епохе, поред Кристофа Марлоа, Томаса Декера, Томаса Мидлтона и Џона Флечера. Џонсона помиње као једног од најпопуларнијег драмског писца тог времена и за њега каже:
Бен Џонсон је био најагресивнија својеглава, најуображенија, најпргавија, најбучнија ја најхвалисавија књижевна и позоришна личност свог времена. Такође је био најоштрији сатиричар, генијални лирски песник, писац великих мада неуједначених достигнућа, најбољи писац дворских маски, самоуки човек који је успео да од зидарског шегрта постане одличан познавалац класичне уметности и, у своје време, можда најуспешнији заговорник идеје о значају уметника као критичара друштва.
Џонсонова друга ауторска представа, комедија, Сваки човек у свом хумору, приказана је 1598. године, а један од глумаца је био и Вилијам Шекспир. Ова представа му је донела славу, поготово зато што су тада хумористичне комедије биле врло популарне. Његова следећа представа коју је написао годину дана касније, Сваки човек изван свог хумора, била је мање успешна.
Бен Џонсон је током целог живота био темпераментан, а признање његовог супериорног талента изазвало је „рат међу позориштима“ након што је он у комедији Стихоклепац 1601. године сатирично представио остале писце из тог доба, првенствено Томаса Декера и Џона Марстона. Њих двојица су заузврат исте године написали дело Сатироматрикс усмерено против Бена. Међутим, сва тројица су се измирила, а 1604. године су и стварали заједно, па су тако настале драме Краљева забава од стране Џонсона и Декера, а Источни Хо у ауторству Џонсона, Марстона и Чапмана.
Од 1605. године, Џонсон је почео да пише лирику. Лирска дела која је стварао била су намењена за дворску забаву. Дела као што су Маска црнила (1605), Маска сова (1608), Маска лепоте (1608), Маска краљица (1609) истакла су га као најбољег писца лирске поезије Јакобинске ере. У овом периоду сарађивао је са Индиго Џонсом, признатом енглеском архитекти и дизајнеру представа.
Џонсон је највећу репутацију стекао на комедијама написаним између 1605. и 1614. године, као што су: Волпоне, или лисица (1607), Еписена, или ћутљива жена (1609), Алхемичар (1610) и Вартоломејски вашар (1614). Када је 1616. године објавио Радове, именован је за песника лауреата и исте године награђен знатном пензијом.
Умро је 6. августа 1637, а сахрањен је у Вестминстерској опатији под обичном плочом на којој су касније урезане речи: "О, ретки Бене Џонсоне!"
2011. године је снимљен филм Анонимус од режисера Орланда Емериха и сценаристе Џона Орлофа. Филм се бави темом ко ће наследити краљицу Елизабету на престолу, али и Шекспиром као јавном личности тог доба, и Бена Џонсона, као писца из сенке.

## Стваралаштво
- Радови (Works), 1616.

Комедије:
- Сваки човек у свом хумору (Every Man in His Humour) 1598.
- Сваки човек изван свог хумора ( Every Man Out of His Humour) 1599.
- Сваки човек изван свог хумора и Синтијина пијанчења ( Every Man Out of His Humour and Cynthia's Revels) 1600.
- Стихоклепац (The Poetaster) 1601.
- Краљева забава (The King's Entertainment) 1604. (заједно са Томасом Декером)
- Источни Хо (Eastward Ho) 1604. (заједно са Џоном Марстоном и Џорџом Чапманом)
- Волпоне, или лисица (Volpone, or The Fox) 1607.
- Еписена, или ћутљива жена (Epicoene: or, The Silent Woman), 1609.
- Алхемичар (The Alchemist), 1610.
- Вартоломејски вашар (Bartholomew Fair), 1614.
- Ђаво је гузица (The Devil is an Ass), 1616.
- Сортиране вести (The Staple of News), 1625.
- Нова гостионица (The New Inn), 1629.
- Бајка о кади (A Tale of a Tub), 1633.

Трагедије:
- Сејанус, његов пад (Sejanus, His Fall), 1603.

Лирска дела:
- Маска црнила (Masque of Blacknesse), 1605.
- Маска сова (The Masque of Owles), 1608.
- Маска лепоте (Masque Beauty), 1608.
- Маска краљица (Masque of Queens), 1609.